# ناحية مركدة
'ناحية' مركدة ناحية إدارية في أقصى جنوب محافظة الحسكة. تتبع إداريا منطقة الشدادي. مركزها بلدة مركدة. بلغ تعداد سكان الناحية 34,745 نسمة حسب التعداد السكاني لعام 2004.
ذكرها الشاعر نورس المشهداني بقصائده ووصفها بعاصمة الشمال والشرق والجميلة الشقراء نسبة الى لونها الصحراوي

## بلدات وقرى ناحية مركدة

### أ
- الثلجة
- السعدة
- الشيخ حمد
- الفدغمي
- الفكة

### ت
- تل صفوك

### د
- دشيشة
- دشيشة غربية

### ش
- شمساني
- شمساني شرقي

### ع
- علوة

### ك
- كشكش زيانات

### م
- مركدة (ماكسين)
- مركدة شرقية